# 1937
1937 (MCMXXXVII) var ett normalår som började en fredag i den gregorianska kalendern.

## Händelser

### Januari
- 8 januari – Den svenske teologen och kommunisten Olle Meurling rapporteras stupad. Han är en av de första svenskar som rest som frivillig till spanska inbördeskriget för att strida mot Francisco Franco [1].
- 23 januari – 17 personer ställs inför rätta i Moskva för att ha deltagit i en komplott, ledd av Lev Trotskij, för att störta Sovjetunionen [2].
- 30 januari – Fullmaktslagen som ger Adolf Hitler diktatorsmakt förlängs i fyra år [2].
- 31 januari – I Sovjetunionen avrättas 31 personer, åtalade och dömda för bland annat landsförräderi.

### Februari
- 1 februari – Radiotjänst börjar i Sveriges radio sända "Klockspelet" från stadshustornet samt "Dagens dikt" och "Dagens melodi" [3]. Esaias Tegnérs "Det eviga" blir första dikten ut [4].
- 8 februari
  - Fascisterna erövrar Málaga [3].
  - Pilsnerfilmen Pensionat Paradiset har premiär på Skandia (biograf) i Stockholm. Filmen möter stark kritik och vissa kallar filmen en samhällsfara [1].
- 16 februari – Patent på nylon utfärdas i USA av kemikoncernen Du Pont. Nylon är den första helt syntetiska konstfibern, och uppfanns av kemisten Wallace Carothers [3].
- 22 februari – Salaligan döms till straffarbete.
- 23 februari – Det styrande Kuomintangpartiet i Kina säger nej till samarbete med Kinas kommunistiska parti [5].
- 25 februari – Sveriges Författarförbund kallar till protestmöte om de så kallade pilsnerfilmerna i Stockholms konserthus.

### Mars
- 3 mars – Sveriges riksdag utfärdar förbud för svenskar att ta värvning i spanska inbördeskriget [6].
- 8 mars – Den danske statsministern Thorvald Stauning avvisar tanken på ett nordiskt försvarsförbund vid ett tal i Lund.
- 13 mars – Svenska Resebyråföreningen, SRF, bildas.
- 20 mars – Vid slaget vid Guadalajara segrar de spanska republikanerna mot Francos trupper.

### April
- 1 april
  - Brittiska Indien får en ny författning som ger delstaterna visst självstyre, och Burma skiljs från Indien.[2]
  - I Tyskland uppgår Lübeck i Preussen.[7]
- 8 april – Skräddaren LH Hådén i Hudiksvall blir Sveriges miljonte radiolicensinnehavare [8].
- 18 april – Råsunda fotbollsstadion i Råsunda municipalsamhälle i Solna landskommun invigs, som Nordens största idrottsarena, med fotbollsmatchen AIK–Malmö FF [3], som följs av nästan 25 000 åskådare [1].

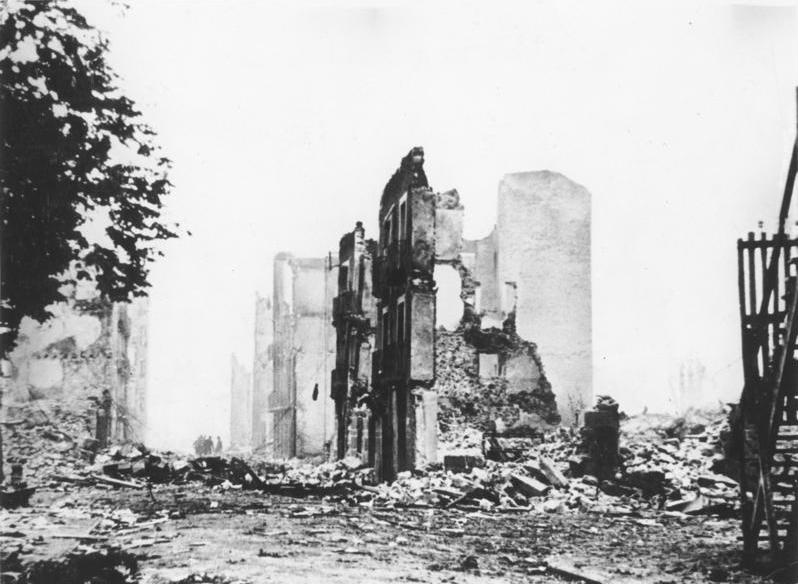
Guernica bombad.

- 26 april – Den baskiska staden Guernica i Spanien bombas av den tyska luftwaffeavdelningen Kondorlegionen på begäran av Francisco Franco [3].

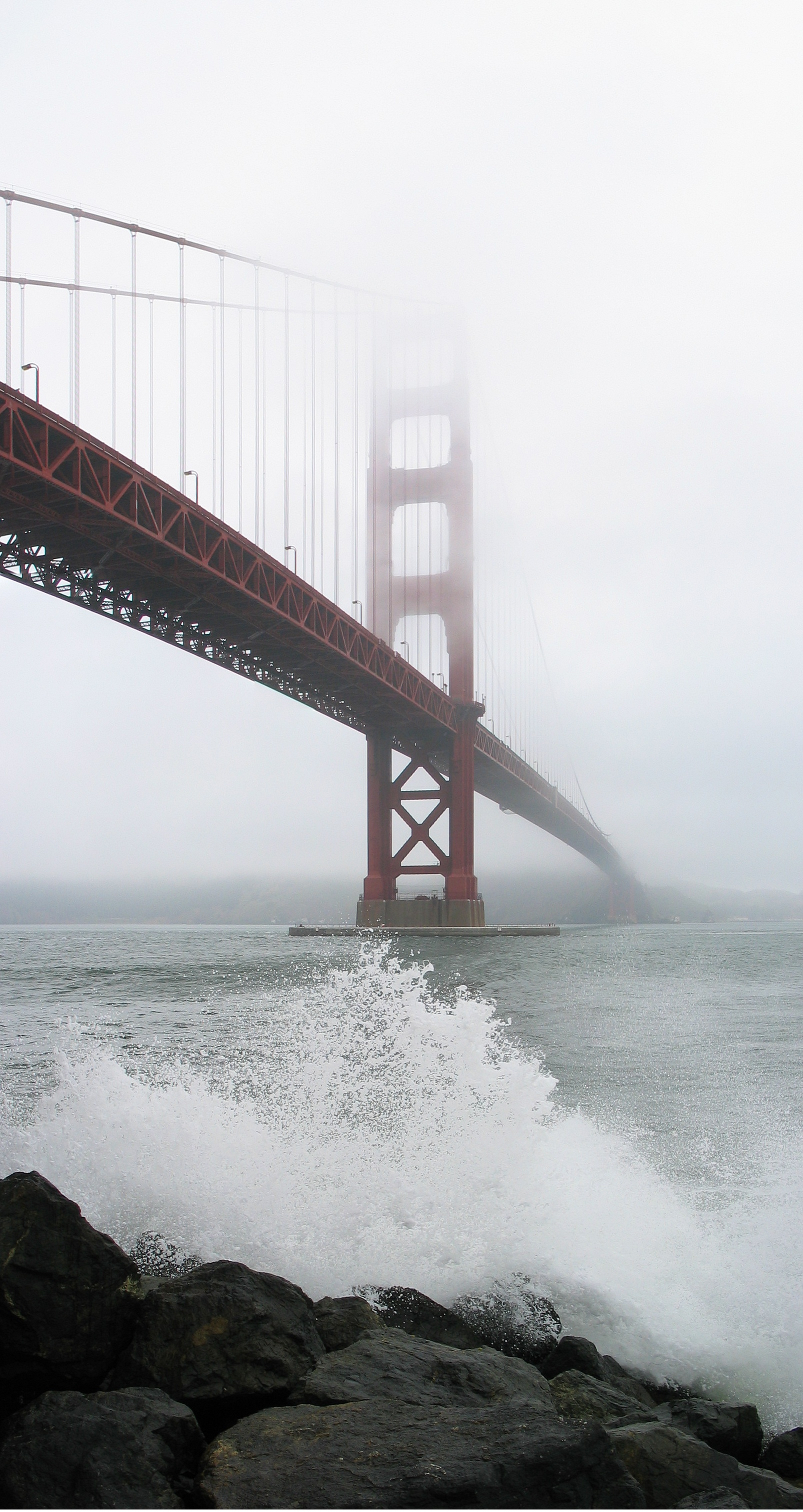
Golden Gate-bron

- 27 april – Golden Gate-bron i San Francisco öppnas för trafik [5].

### Maj

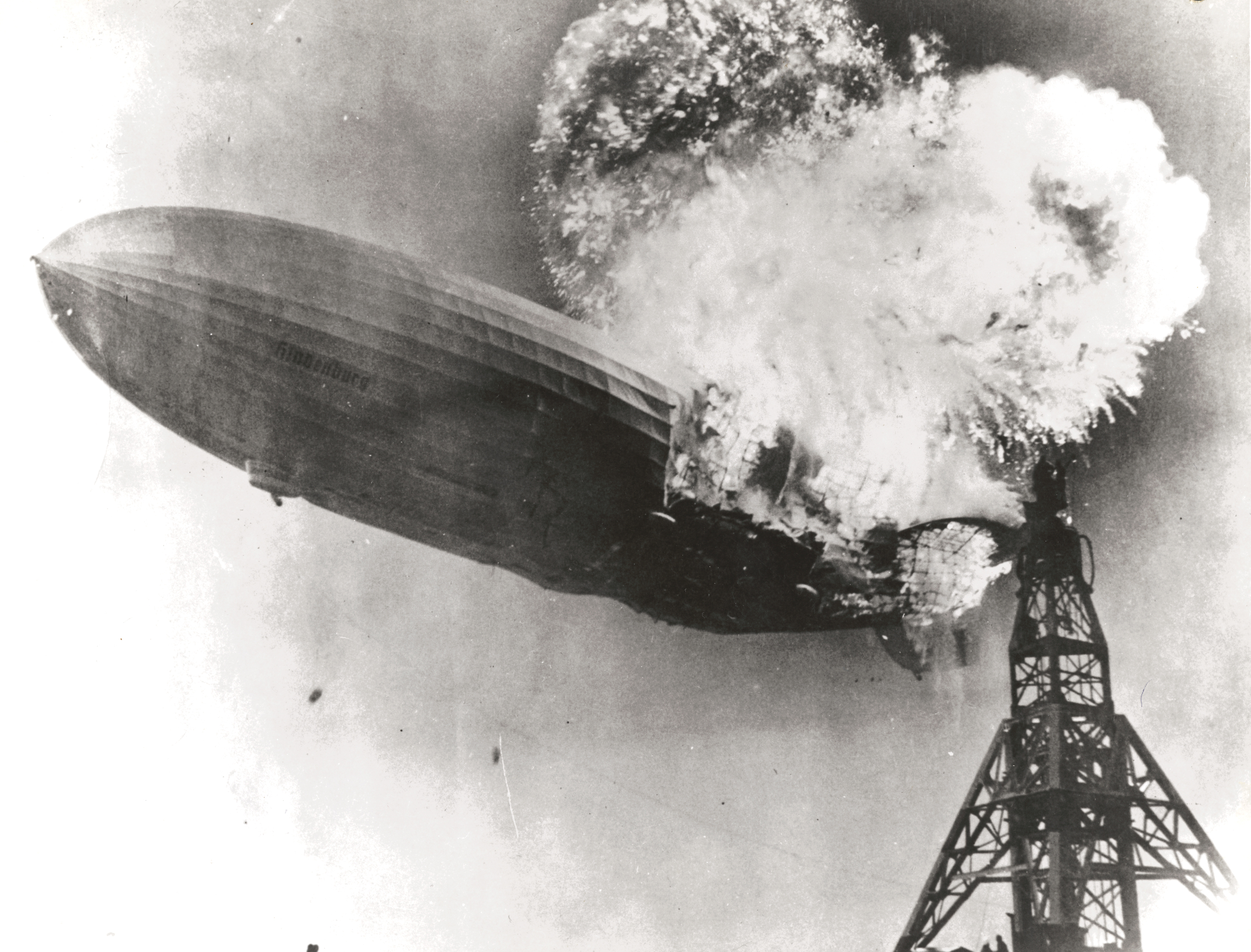
Hindenburgkatastrofen

- 6 maj – Det vätgasfyllda tyska luftskeppet Hindenburg fattar eld vid landningen i Lakehurst nära New York och 33 personer omkommer.
- 8 maj – Sveriges riksdag inför moderskapspenning, mödrahjälp och barnavårdscentraler [3]. Moderskapspenningen är statlig [6]. Detta sker efter att barnafödandet i Sverige minskat drastiskt sedan åren kring 1900, och man vill utjämna de ekonomiska förhållandena mellan barnlösa och barnrika familjer [1]. Moderskapspenningen införs från årsskiftet 1937-1938 [9], är behovsprövad och införs på förslag av befolkningskommissionen.
- 12 maj – Georg VI av Storbritannien och drottning Elizabeth kröns i Westminster Abbey i London [3].
- 17 maj – Råsunda fotbollsstadion i Råsunda municipalsamhälle i Solna landskommun, Nordens största idrottsarena, invigs internationellt med en landskamp Sverige–England, som engelsmännen vinner med 4–0  [6].
- 28 maj – Neville Chamberlain blir ny brittisk regeringschef efter Stanley Baldwin [2].

### Juni
- 4 juni – Riksdagen antar lag om behovsprövade barnbidrag, som träder i kraft 1 januari 1938.[10]
- 8 juni – Carl Orffs Carmina Burana uruppförs i Frankfurt am Main [5].
- 11–12 juni – I Sovjetunionen likviderar Josef Stalin de högsta militära cheferna [2].
- 13 juni – På Värmdö i Sverige invigs Sveriges första gymnastikfolkhögskola, "Lillsved".
- 14 juni – Irländska fristaten byter namn till Eire och förklarar sig självständig [2].
- 15 juni – Med Social Security Bill skall ålderspension och arbetslöshetsförsäkring införas i USA [2].
- 22 juni – Joe Louis, USA besegrar Jim Baddock, USA på KO i 8:e ronden i Chicago och blir tungviktsvärldsmästare i tungviktsboxning [3].

### Juli

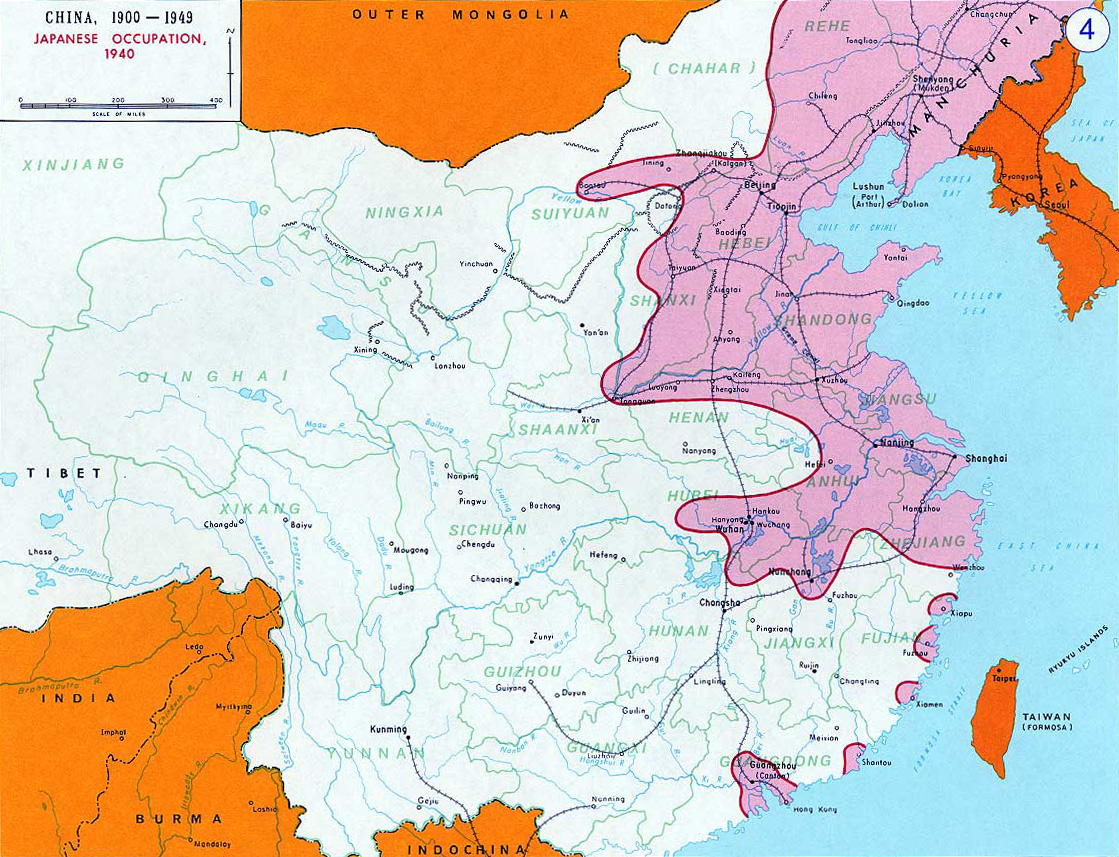
Krig: Kina-Japan.

- 6 juli – Den brittiska planen för delning av Palestina i en arabisk stat, en judisk och ett mandatområde med de heliga platserna avvisas [2].
- 7 juli – Marco Polo-broincidenten i Peking utlöser det andra sino-japanska kriget.
- 8 juli – Japan anfaller Kina [3], erövrar Peking i slutet av juli [2] och Tsientsin.
- 21 juli – Éamon de Valera väljs till Eires president.
- 28 juli – IRA gör ett misslyckat bombattentat mot brittiska kungaparet i Belfast [5].

### Augusti
- Augusti – Japan flygbombar Shanghai, och kinesiska kommunister och nationalister börjar samarbeta mot japanerna [5].
- 6 augusti –  Järnvägen Inlandsbanan i Sverige är helt färdig mellan Gällivare och Kristinehamn invigs [3] i och med invigning av sträckan Arvidsjaur–Jokkmokk [1].
- 13 augusti – Japan invaderar Kina och anfaller Shanghai.
- 23 augusti – Jewish Agency vill ha direkt förhandling mellan araberna och judarna innan Palestina delas [2].

### September
- 10 september – Mao Zedong sluter fred med Chiang Kai-shek för att bekämpa Japans angrepp på Kina [2].
- 18 september – Den nya radiostationen i Hörby tas i bruk [3].
- 25 september – Benito Mussolini besöker Adolf Hitler håller ett gemensamt fredsmöte i Berlin [3].
- 19 september – Landsberg am Lech anges som Ungdomens stad, nationalsocialismens tredje viktigaste.

### Oktober
- 1 oktober – Radiotjänst startar programmet "Dagens Eko" [3], 15 minuter varje dag med nyheter och kommentarer.
- 15 oktober – En väldig silverskatt från 1700-talet, i tre stora kopparkittlar, Loheskatten, hittas i ett hus i Gamla stan i Stockholm [6].
- 17 oktober – 300 musiker protesterar i ett spelande demonstrationståg mot att icke-svenska musiker får arbetstillstånd i Sverige [6].
- 21 oktober – Roberto Ortiz väljs till Argentinas president.
- Oktober – "Frontkämparnas stödfond" bildas för att samla in pengar till tobak, kläder och litteratur åt de svenskar, som kämpar i spanska inbördeskriget.

### November
- 5 november – I det så kallade Hossbach-protokollet förklarar Adolf Hitler sin avsikt att föra krig.
- 6 november – Italien går med i antikominternpakten [11].
- 26 november – En ny svensk psalmbok stadfästs av Sveriges ecklesiastikminister Arthur Engberg [3], vilken godkändes av Kyrkomötet 1936 [1].
- 29 november – Operasångaren Jussi Björling gör succédebut i Carnegie Hall i New York [1].

### December
- 1 december – Japan erkänner Francisco Francos regim i Spanien [2].
- 6 december – En svensk uppfinning för byggbranschen, perspektivfönstret, presenteras [6].
- 11 december – Italienska stora rådet beslutar att Italien skall lämna NF [3].
- 17 december – Docenten Nanna Svartz blir Sveriges första kvinnliga professor i medicin [6] samt Sveriges första kvinnliga professor i statlig tjänst [1], åren 1938–1957 är hon professor i medicin vid Karolinska Institutet [1].
- 21 december - Snövit och de sju dvärgarna har premiär i USA

### Okänt datum
- Den svenska Socialvårdskommittén inleder sitt arbete.
- Det civila luftskyddet i Sverige organiseras genom en luftskyddslag. Befolkningsskyddsrum börjar byggas och alarmeringsanordningar installeras.
- Riksföreningen Sverige–Tyskland bildas i Lund. Den är mycket välvilligt inställd till Hitlertyskland och samlar flera akademiker.
- Den svenska förlossningsvården blir kostnadsfri.
- Dyrortsgruppering (indelning av Sveriges kommuner efter levnadskostnadsnivå) av folkpensionerna införs.
- En ny svensk lag förbjuder av djurskyddsskäl slakt av husdjur utan bedövning.
- Den svenska Tjänstemännens Centralorganisation (TCO) bildas.
- Rickard Sandler besöker Moskva och blir den förste svenske utrikesministern någonsin att besöka Rysslands huvudstad.
- Svenska Aeroplan AB (SAAB) bildas efter ett riksdagsbeslut om att göra Sverige självförsörjande på flygmateriel.
- Vid ett stort möte i Arvidsjaur i Sverige protesterar svenska samer mot de dåliga förhållandena vid de så kallade nomadskolor, som svenska staten låter deras barn gå i.
- Statliga bosättningslån införs i Sverige.
- Hor avkriminaliseras i svensk lag [12].
- När den tyskjudiske pedagogen David Katz skall installeras som professor i Stockholm delar svenska nazister ut flygblad mot olika instanser.
- Jussi Björling ger sig ut på sin första USA-turné.
- I en ny svensk lag betraktas för första gången den, som har blivit utsatt för incest eller våldtäkt, som offer. Tidigare har personen betraktats som medskyldig.
- KF:s tidskrift Konsumentbladet byter namn till Vi [13].
- Filmlustspelet Ryska snuvan har premiär i Sverige [14].
- Förbud av slaveri i Bahrain.
- Kommittén för ökad kvinnorepresentation bildas.

## Födda

### Första kvartalet

#### Januari
- 6 januari
  - Harri Holkeri, finländsk politiker, statsminister 1987–1991, talman i FN:s generalförsamling 2000–2001. (död 2011)
  - Doris Troy, amerikansk sångare. (död 2004)
- 8 januari – Shirley Bassey, brittisk populärsångerska.
- 13 januari – Ingvar Andersson, svensk revyartist och skådespelare.
- 14 januari – Matthew Carter, brittisk typograf.
- 15 januari – Marianne Bengtsson, svensk skådespelare. (död 2005)
- 16 januari – Ingvar Skogsberg, svensk regissör och manusförfattare.
- 17 januari – Alain Badiou, fransk filosof.
- 18 januari – John Hume, nordirländsk politiker, parlamentsledamot, mottagare av Nobels fredspris. (död 2020)
- 19 januari – Birgitta Bernadotte, svensk prinsessa, dotter till prins Gustaf Adolf och prinsessan Sibylla av Sachsen-Coburg-Gotha. (död 2024)
- 22 januari – Edén Pastora, ledare för contras i Nicaragua. (död 2020)
- 25 januari – Bill Pascrell, amerikansk demokratisk politiker, kongressledamot 1997–2024. (död 2024)
- 27 januari – Fred Åkerström, svensk sångare och trubadur. (död 1985)
- 30 januari
  - Vanessa Redgrave, brittisk skådespelare.
  - Boris Spasskij, sovjetisk schackspelare.

#### Februari
- 1 februari
  - Don Everly, amerikansk musiker, medlem i duon The Everly Brothers. (död 2021)
  - Ray Sawyer, amerikansk musiker, medlem i Dr. Hook and the Medicine Show. (död 2018)
- 2 februari – Krister Hagéus, svensk filmproducent och produktionsledare. (död 2004)
- 4 februari – David Newman, amerikansk manusförfattare. (död 2003)
- 7 februari – Svante Thuresson, svensk sångare. (död 2021)
- 10 februari – Roberta Flack, amerikansk sångare. (död 2025)
- 13 februari – Sigmund Jähn, östtysk kosmonaut. (död 2019)
- 14 februari – Wiveca Billquist, svensk fotomodell, skådespelare och TV-producent. (död 2014)
- 15 februari – Terry Everett, amerikansk republikansk politiker, kongressledamot 1993–2009. (död 2024)
- 19 februari – Boris Pugo, lettisk-sovjetisk politiker. (död 1991)
- 20 februari
  - Nancy Wilson, amerikansk sångare. (död 2018)
  - Robert Huber, tysk kemist, nobelpristagare 1988.
- 21 februari
  - Yvonne Floyd, svensk manusförfattare. (död 1990)
  - Harald V, kung av Norge 1991–.
- 22 februari
  - Tommy Aaron, amerikansk golfspelare.
  - Joanna Russ, amerikansk science fiction-författare. (död 2011)
- 24 februari – Lars-Gunnar Björklund, svensk sportjournalist. (död 2012)
- 27 februari – David Ackles, amerikansk musiker. (död 1999)

#### Mars
- 1 mars – Stig Bergling, svensk spion. (död 2015)
- 2 mars – Abdelaziz Bouteflika, president i Algeriet 1999–2019. (död 2021)
- 5 mars – Olusẹgun Ọbasanjọ, nigeriansk militär och politiker, president 1976–1979 och 1999–2007.
- 6 mars – Valentina Teresjkova, sovjetisk kosmonaut. Första kvinnan i rymden.
- 8 mars – Juvénal Habyarimana, Rwandas diktator 1973–1994.
- 12 mars
  - Janne ”Loffe” Carlsson, svensk skådespelare, musiker och kompositör. (död 2017)
  - Carlo Bonomi, italiensk röstskådespelare. (död 2022)
- 14 mars
  - Jarl Borssén, svensk skådespelare och komiker. (död 2012)
  - Benny Paret, kubansk boxare. (död 1962)
- 16 mars – William L. Armstrong, amerikansk republikansk politiker, senator 1979–1991.
- 17 mars – Brian Sedgemore, brittisk politiker, parlamentsledamot för Labour Party 1974–1979 och 1983–2005.
- 18 mars – Mark Donohue, amerikansk racerförare.
- 19 mars – Egon Krenz, östtysk politiker (kommunist), statschef 18 oktober–7 december 1989.
- 20 mars – Jerry Reed, amerikansk countrysångare och skådespelare. (död 2008)
- 21 mars
  - Fred Akuffo, ordförande för militärjunta i Ghana 1978–1979. (död 1979)
  - Ann Clwyd, brittisk parlamentsledamot för Labour Party 1984–2019. (död 2023)
- 22 mars
  - Armin Hary, tysk friidrottare, sprinter.
  - Birgitta Öhman, svensk regissör och manusförfattare.

### Andra kvartalet

#### April
- 1 april – Ewonne Winblad, svensk journalist, tv-reporter och tv-chef. (död 2022)
- 2 april – Paul Kanjorski, amerikansk demokratisk politiker, kongressledamot 1985–2011.
- 5 april – Colin Powell, amerikansk general, försvarsstabschef, utrikesminister. (död 2021)
- 14 april – Jan-Erik Lundqvist, svensk tennisspelare[6].
- 20 april – George Takei, japan-amerikansk skådespelare.
- 21 april – Finn Nielsen, dansk skådespelare.
- 22 april – Jack Nicholson, amerikansk skådespelare.
- 26 april – Jean-Pierre Beltoise, italiensk racerförare. (död 2015)
- 27 april – Sandy Dennis, amerikansk skådespelare. (död 1992)
- 28 april – Saddam Hussein al-Tikriti, irakisk president och diktator 1979–2003[15]. (död 2006)

#### Maj
- 1 maj
  - Ahmad Yassin, grundare av Hamas. (död 2004)
  - Bo Nilsson, svensk kompositör och sångtextförfattare. (död 2018)
- 2 maj – Bengt Bratt, svensk författare, manusförfattare och dramatiker.
- 4 maj
  - Olle Björling, svensk skådespelare. (död 2017)
  - Inger Hayman, svensk skådespelare.
- 6 maj
  - Rubin Carter, amerikansk boxare (mellanvikt). (död 2014)
  - Ove Stefansson, svensk skådespelare. (död 2014)
- 8 maj – Dennis DeConcini, amerikansk demokratisk politiker, senator 1977–1995.
- 11 maj – Gun Allroth, svensk TV-journalist och tv-producent.
- 12 maj – George Carlin, amerikansk ståuppkomiker och skådespelare. (död 2008)
- 13 maj – Roger Zelazny, amerikansk fantasy- och science fiction-författare. (död 1995)
- 14 maj – Göran Tunström, svensk författare[6]. (död 2000)
- 15 maj – Madeleine Albright, amerikansk utrikesminister 1997–2001. (död 2022)
- 17 maj – Karl-Fredrik Berggren, svensk professor i teoretisk fysik. (död 2020)
- 18 maj – Jacques Santer, luxemburgsk politiker, ordförande i Europeiska kommissionen 1995–1999.
- 21 maj – Mengistu Haile Mariam, Etiopiens president och militärdiktator 1977–1991.
- 22 maj
  - Facundo Cabral, argentinsk folksångare och låtskrivare. (död 2011)
  - Uno "Garvis" Öhrlund, svensk ishockeyspelare.
- 23 maj – Danio Bardi, italiensk vattenpolospelare. (död 1991)
- 24 maj – Archie Shepp, amerikansk jazzsaxofonist.
- 26 maj – Neil Ardley, engelsk författare och jazzmusiker. (död 2004)

#### Juni
- 1 juni – Morgan Freeman, amerikansk skådespelare och regissör.
- 3 juni – Solomon P. Ortiz, amerikansk demokratisk politiker, kongressledamot 1983–2011.
- 4 juni
  - Lena Brundin, svensk skådespelare.
  - Freddy Fender, amerikansk countryartist. (död 2006)
- 7 juni – Neeme Järvi, estländsk musiker och dirigent.
- 12 juni – Vladimir Arnold, rysk matematiker. (död 2010)
- 15 juni – Waylon Jennings, amerikansk countryartist. (död 2002)
- 16 juni
  - Bo Hermansson, svensk regissör och manusförfattare.
  - Simeon Sachsen-Coburg-Gotha, bulgarisk kunglighet och politiker, tsar av Bulgarien 1943–1946, premiärminister 2001–2005.
- 18 juni – Jay Rockefeller, amerikansk demokratisk politiker, senator 1985–2015.
- 23 juni – Martti Ahtisaari, finländsk politiker, president 1994–2000. (död 2023)
- 25 juni
  - Eddie Floyd, amerikansk sångare.
  - Sven Lindahl, svensk journalist, nyhetsankare, kompositör och textförfattare.
- 26 juni – Hans Wahlgren, svensk skådespelare, textförfattare och sångare. (död 2024)
- 27 juni
  - Joseph P. Allen, amerikansk astronaut.
  - János Dunai, ungersk fotbollsspelare. (död 2025)
- 28 juni – Richard Bright, amerikansk skådespelare. (död 2006)

### Tredje kvartalet

#### Juli
- 2 juli
  - Lord David Owen, brittisk politiker.
  - Richard Petty, amerikansk racerförare.
- 4 juli – Sonja Haraldsen, drottning av Norge 1991–, gift med Harald V.
- 5 juli – Nita Lowey, amerikansk demokratisk politiker.
- 6 juli
  - Vladimir Asjkenazi, rysk pianist och dirigent.
  - Ned Beatty, amerikansk skådespelare. (död 2021)
  - Bessie Head, botswansk författare. (död 1986)
- 7 juli – Carroll Hubbard, amerikansk politiker. (död 2022)
- 8 juli – Irma Erixson, svensk skådespelare.
- 12 juli – Bill Cosby, amerikansk skådespelare.
- 17 juli – Solveig Ternström, svensk skådespelare, manusförfattare och regissör.
- 25 juli – Colin Renfrew, brittisk arkeolog. (död 2024)
- 31 juli – Olof Johansson, svensk politiker (centerpartist), miljöminister 1991–1994, partiledare 1987–1998[6].

#### Augusti
- 2 augusti
  - Margaretha Byström, svensk skådespelare, manusförfattare och teaterregissör.
  - Garth Hudson, kanadensisk musiker, medlem i The Band. (död 2025)
- 3 augusti
  - Steven Berkoff, brittisk skådespelare.
  - Roland Burris, amerikansk demokratisk politiker, senator 2009–2010.
- 8 augusti
  - Dustin Hoffman, amerikansk skådespelare.
  - Kerstin-Maria Stalín, svensk riksdagsledamot (miljöpartist).
  - Cornelis Vreeswijk, nederländsk-svensk trubadur. (död 1987)
- 12 augusti – Tommy Berggren, svensk skådespelare.
- 15 augusti – Judy Biggert, amerikansk republikansk politiker, kongressledamot 1999-2013.
- 20 augusti – Runar Martholm, svensk skådespelare. (död 2019)
- 24 augusti
  - Moshood Abiola, nigeriansk politiker. (död 1998)
  - Sten Johan Hedman, svensk skådespelare.
- 30 augusti – Bruce McLaren, nyzeeländsk racerförare. (död 1970)

#### September
- 2 september – Kristina Adolphson, svensk skådespelare.
- 6 september
  - Bosse Broberg, svensk jazztrumpetare. (död 2023)
  - Berndt Ehinger, svensk ögonläkare och professor.
- 10 september – Axelle Axell, svensk skådespelare.
- 11 september – Robert Crippen, amerikansk astronaut.
- 15 september – Gordon R. England, amerikansk ämbetsman, biträdande försvarsminister 2005–2009.
- 19 september
  - Boris Onisjtjenko, sovjetisk modernfemkampare.
  - Pekka Tarjanne, finländsk politiker, trafikminister 1972–1975. (död 2010)
- 20 september – Monica Zetterlund, svensk jazz- och populärsångerska och skådespelare[6].(död 2005)
- 22 september – Camilla Mickwitz, finländsk grafiker, animatris och författare. (död 1989)
- 23 september – Lennart Klefbom, svensk skådespelare och regiassistent. (död 2018)
- 26 september – Jerry Weintraub, amerikansk filmproducent och talangscout. (död 2015)

### Fjärde kvartalet

#### Oktober
- 4 oktober – Lee P. Brown, amerikansk demokratisk politiker.
- 6 oktober – Arne Qvick, svensk sångare.
- 10 oktober – Bobby Charlton, engelsk fotbollsspelare och -tränare. (död 2023)
- 13 oktober – Frej Lindqvist, svensk skådespelare, manusförfattare och regissör.
- 16 oktober – Emile Ford, brittisk schlagerartist. (död 2016)
- 17 oktober
  - Peter Nilson, svensk författare och astronom. (död 1998)
  - Margareta Wallenius-Kleberg, svensk affärskvinna. (död 2023)
- 20 oktober – Wanda Jackson, amerikansk sångerska.
- 21 oktober – Farooq Abdullah, indisk politiker, före detta chefsminister i Jammu och Kashmir.
- 23 oktober – Giacomo Russo, italiensk racerförare. (död 1967)

#### November
- 1 november – Gio Petré, svensk skådespelare.
- 3 november – Lynn Woolsey, amerikansk demokratisk politiker, kongressledamot 1993–2013.
- 5 november – Harris Yulin, amerikansk skådespelare.
- 6 november – Yashwant Sinha, indisk politiker, finansminister 1998–2002 och utrikesminister 2002–2004.
- 7 november – Mary Travers, amerikansk sångerska, medlem i Peter, Paul and Mary. (död 2009)
- 11 november
  - Vittorio Brambilla, italiensk racerförare. (död 2001)
  - Dick Celeste, amerikansk demokratisk politiker och diplomat, guvernör i Ohio 1983–1991.
- 12 november – Richard H. Truly, amerikansk astronaut. (död 2024)
- 14 november – Murray Oliver, kanadensisk ishockeyspelare. (död 2014)
- 15 november – Yaphet Kotto, amerikansk skådespelare. (död 2021)
- 26 november – Boris Jegorov, sovjetisk kosmonaut. (död 1994)
- 29 november – Tom Trana, svensk rallyförare. (död 1991)
- 30 november
  - Monica Nielsen, svensk skådespelare och sångerska.
  - Tom Simpson, engelsk tävlingscyklist. (död 1967)

#### December
- 2 december – Manohar Joshi, indisk politiker. (död 2024)
- 3 december – Bobby Allison, amerikansk racerförare. (död 2024)
- 5 december – Maud Hansson Fissoun, svensk skådespelare. (död 2020)
- 7 december – Kenneth Colley, brittisk skådespelare.
- 8 december – James MacArthur, amerikansk skådespelare. (död 2010)
- 10 december – Roine Carlsson, svensk socialdemokratisk politiker och fackföreningsledare, försvarsminister 1985–1991. (död 2020)
- 12 december
  - Prosper Avril, president i Haiti 1988–1990.
  - Connie Francis, amerikansk sångare.
- 14 december – Anita Lindblom, svensk sångerska och skådespelare. (död 2020)
- 18 december – Harold Best, brittisk parlamentsledamot för Labour. (död 2020)
- 21 december – Jane Fonda, amerikansk skådespelare.
- 23 december – Karol J. Bobko, amerikansk astronaut. (död 2023)
- 25 december – Johan Lönnroth, svensk nationalekonom och vänsterpartistisk politiker.
- 26 december
  - Gnassingbé Eyadéma, togolesisk militär och politiker, Togos president 1967–2005. (död 2005)
  - Walter Norman, svensk skådespelare.
  - Christina Schollin, svensk skådespelare.
- 28 december – Ratan Tata, indisk företagsledare. (död 2024)
- 29 december
  - Maumun Abdul Gayum, maldivisk politiker, Maldivernas president 1978–2008.
  - Barbara Steele, brittisk skådespelare.
  - Mohd Khalil Yaakob, malaysisk politiker, guvernör av Melaka.
- 30 december
  - Gordon Banks, engelsk fotbollsspelare, målvakt. (död 2019)
  - Noel Paul Stookey, amerikansk sångare i gruppen Peter, Paul and Mary.
- 31 december
  - Anthony Hopkins, brittisk skådespelare.
  - Hal Rogers, amerikansk republikansk politiker, kongressledamot 1981–.

## Avlidna

### Första kvartalet

#### Januari
- 7 januari – Charles Henderson, 76, amerikansk demokratisk politiker och affärsman, guvernör i Alabama 1915–1919.
- 8 januari – Olle Meurling, 27, svensk teolog.
- 17 januari – Robert D. Carey, 58, amerikansk republikansk politiker, senator 1930–1937.
- 20 januari – Valdemar Dalquist, 48, svensk skådespelare, författare, textförfattare och regissör.
- 25 januari – Santeri Ivalo, 70, finländsk författare.

#### Februari
- 5 februari – Lou Andreas-Salomé, 75, rysk-tysk författare och psykoanalytiker.
- 14 februari – Erkki Melartin, 62, finländsk kompositör.
- 15 februari – Vincenzo Lancia, 55, italiensk racerförare, ingenjör och entreprenör inom bilindustrin.

#### Mars
- 3 mars – Jonas Heiska, 63, finländsk konstnär.
- 5 mars – Rudolf Otto, 67, tysk teolog och filosof.
- 10 mars – Jevgenij Zamjatin, 53, rysk författare.
- 12 mars – Charles-Marie Widor, 93, fransk organist och kompositör.
- 16 mars – Benjamin Baker Moeur, 67, amerikansk demokratisk politiker, guvernör i Arizona 1933–1937.
- 18 mars – Felix von Bothmer, 84, tysk militär.
- 20 mars – Harry Vardon, 66, brittisk golfspelare.
- 21 mars – Gustaf Oscar Wallenberg, 74, svensk affärsman, diplomat och politiker.
- 29 mars
  - William M. Butler, 76, amerikansk republikansk politiker.
  - Karol Szymanowski, 54, polsk kompositör.

### Andra kvartalet

#### April

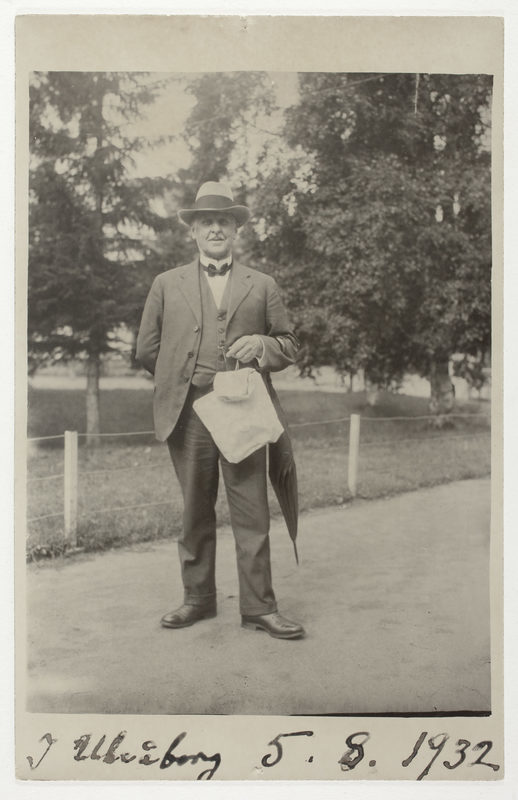
Den finländska språkforskaren Hugo Bergroth avled den 1 april, 70 år gammal.

- Den finländska språkforskaren Hugo Bergroth avled den 1 april, 70 år gammal.1 april – Hugo Bergroth, 70, finländsk filolog.
- 10 april – Algernon Ashton, 77, brittisk tonsättare, pianopedagog och essäist.
- 16 april – Henric Westman, 83, svensk godsägare, donator.
- 18 april – George Puchta, 77, amerikansk republikansk politiker, borgmästare i Cincinnati 1916–1917.
- 21 april
  - James Gillett, 76, amerikansk republikansk politiker, guvernör i Kalifornien 1907–1911.
  - Saima Harmaja, 23, finländsk poet.
- 23 april – Nathan L. Bachman, 58, amerikansk demokratisk politiker och jurist.
- 28 april – John Garland Pollard, 65, amerikansk demokratisk politiker, guvernör i Virginia 1930–1934.
- 29 april – Wallace Carothers, 41, amerikansk kemist, nylonets uppfinnare.

#### Maj
- 9 maj – Harry S. New, 78, amerikansk republikansk politiker.
- 15 maj – Philip Snowden, 72, brittisk politiker, finansminister 1924 och 1929–1931.
- 23 maj – John D. Rockefeller, 97, amerikansk finansman.
- 29 maj – Lizardo García, 93, ecuadoriansk politiker, president 1905–1906.

#### Juni
- 3 juni – Hugo Hammarskjöld, 92, svensk politiker.
- 6 juni – William Henry Thompson, 83, amerikansk demokratisk politiker och jurist, senator 1933–1934.
- 7 juni – Jean Harlow, 26, amerikansk skådespelare.
- 12 juni – Michail Tuchatjevskij, 44, sovjetisk fältmarskalk.
- 18 juni – Gaston Doumergue, 73, fransk politiker, Frankrikes president 1924–1931.
- 19 juni – J.M. Barrie, 77, skotsk författare.

### Tredje kvartalet

#### Juli
- 2 juli – Amelia Earhart, 39, amerikansk pilot.
- 11 juli – George Gershwin, 38, amerikansk kompositör och pianist.'
- 13 juli – Victor Laloux, 86, fransk arkitekt.
- 15 juli – Sam Ask, 58, svensk manusförfattare och skådespelare.
- 20 juli – Guglielmo Marconi, 63, italiensk uppfinnare, nobelpristagare.
- 27 juli – Hans Dahl, 88, norsk konstnär.

#### Augusti
- 19 augusti – Holger Rosman, 66, svensk historieforskare.
- 29 augusti – Otto Hölder, 77, tysk matematiker.

#### September
- 2 september – Pierre de Coubertin, 74, fransk författare, skapare av moderna olympiska spelen[3].
- 14 september – Tomáš Garrigue Masaryk, 87, Tjeckoslovakiens förste president.
- 16 september – Fabian Klingendahl, 85, finländsk industriman.
- 29 september – Ray Ewry, 63, amerikansk friidrottare.

### Fjärde kvartalet

#### Oktober
- 16 oktober
  - Jean de Brunhoff, 37, fransk författare, Babars skapare.
  - Cecilia av Grekland, 26, grekisk prinsessa.
- 17 oktober – Bruce Ismay, 74, brittisk affärsman och direktör för White Star Line.
- 19 oktober – Ernest Rutherford, 66, brittisk-nyzeeländsk fysiker, nobelpristagare.
- 24 oktober – Nils Wahlbom, 50, svensk skådespelare.

#### November
- 9 november – Ramsay MacDonald, 71, brittisk politiker, var premiärminister i Storbritannien 1924 och 1929–1935.
- 15 november – Eero Järnefelt, 74, finländsk konstnär.
- 19 november – Axel de la Motte, 58, svensk skådespelare och tapetserare.
- 23 november
  - Jagadish Chandra Bose, 78, indisk läkare och forskare på mikrovågsområdet.
  - George Albert Boulenger, 79, brittisk zoolog.
  - Samuel J. Nicholls, 52, amerikansk demokratisk politiker, kongressledamot 1915–1921.
- 27 november – Felix Hamrin, 62, svensk frisinnad politiker och grosshandlare, partiledare för Frisinnade folkpartiet 1932–1935, Sveriges statsminister från 6 augusti till 24 september 1932.

#### December
- 1 december – Gunnar Lihr, 40, finländsk flygkapten.
- 8 december – Hans Molisch, 81, österrikisk botaniker.
- 9 december – Gustaf Dalén, 68, svensk ingenjör och fysiker, nobelpristagare i fysik [6].
- 20 december – Erich Ludendorff, 72, tysk (preussisk) general under första världskriget.
- 21 december – Frank Kellogg, 80, amerikansk utrikesminister 1925–1929, mottagare av Nobels fredspris 1929.
- 28 december – Maurice Ravel, 62, fransk pianist och kompositör.

## Nobelpris[16]
- Fysik
  - Clinton Davisson, USA
  - George Paget Thomson, Storbritannien
- Kemi
  - Norman Haworth, Storbritannien
  - Paul Karrer, Schweiz
- Medicin – Albert Szent-Györgyi, Ungern
- Litteratur – Roger Martin du Gard, Frankrike
- Fred – Robert Cecil, Storbritannien

### Fotnoter
1. 1 2 3 4 5 6 7 8 9  Sverige 1900-talet – 1937, NE, Bra Böcker, 2000
2. 1 2 3 4 5 6 7 8 9 10 11 12  Faktakalendern 2000 – 1937 (Utlandet) , Semic, 1999
3. 1 2 3 4 5 6 7 8 9 10 11 12 13 14 15 16  20:e århundradets När Var Hur – 1937, Bernt Himmelstedt, Forum, 1999
4. ↑  ”Sveriges Radio – Dagens dikt: historik (svenska)”. http://sverigesradio.se/sida/artikel.aspx?programid=2031&artikel=459027.
5. 1 2 3 4 5  100 år med Aftonbladet – 1937, 1999
6. 1 2 3 4 5 6 7 8 9 10 11 12  Hundra år i Sverige – 1937, Hans Dahlberg, Albert Bonniers, 1999
7. ↑  ”World Statesmen (läst 3 april 2011)”. http://www.worldstatesmen.org/German_States1918.htm#Niedersachsen.
8. ↑  20:e århundradets När Var Hur – 1930-talet, Bernt Himmelstedt, Forum, 1999
9. ↑  Faktakalendern 2000 – 1937 (Sverige), 1999
10. ↑  ”Digitaliserat riksdagstryck 1521-1970”. riksdagstryck.kb.se. https://riksdagstryck.kb.se/. Läst 6 augusti 2020.
11. ↑  Faktakalendern 2000 – 1936 (Utlandet), Semic 1999
12. ↑  Sverige 1900-talet – Gift, sambo, partner, särbo eller frånskild?, NE, Bra Böcker, 2000
13. ↑  Sverige 1900-talet – KF en folkrörelse med ideal, NE, Bra Böcker, 2000
14. ↑  75 år Sverige, Carl-Adam Nycop, Bra Böcker, 1976, sidan 104 – Filmlustspelens filmepok
15. ↑  ”Det hände i dag”. http://webnews.textalk.com/se/calendar.php?id=9747&type=month&ds=20100428&list=true.
16. ↑  ”Nobelpriset”. https://www.nobelprize.org/prizes/lists/all-nobel-prizes/. Läst 10 april 2011.